# Cesare Pastanella
Cesare Pastanella (Corato, 8 aprile 1970) è un percussionista e compositore italiano.
Si occupa di cultura e tradizioni afro-cubane, afro-brasiliane, dell'Africa occidentale e arabe, unendo queste antiche tradizioni musicali alle sonorità della musica contemporanea europea e afro-americana.
Il progetto a suo nome, Cesare Pastanella Afrodiaspora, ripercorre le tracce che la musica africana ha lasciato in America attraverso la deportazione degli schiavi e le reciproche influenze che le musiche dei due continenti si sono scambiate nel corso del '900. Con questa formazione nel 2019 ha prodotto e pubblicato l'album The round trip (AlfaMusic).
Nel 2021 e 2022 ha prodotto e pubblicato gli album Music for Tales vol. 1 e vol. 2 (Angapp Music), un duplice lavoro di worldmusic che raccoglie le sue composizioni originali scritte nel 2011 e 2013 per gli spettacoli teatrali Il Viaggio di Arjun e Badù re, anzi Leone di Lucia Zotti.
Insieme al chitarrista Vito Ottolino e al bassista Vincenzo Maurogiovanni, fa parte del trio etno-jazz Kaleido Sea, con cui ha pubblicato gli album Buena ventura (2019) e The Spice Route (2024), entrambi per l'etichetta Angapp Music.
È stato batterista e percussionista di Tavernanova, gruppo pugliese inserito nella scena world music e del nuovo folk italiano degli anni '90.
Dal 1999 al 2015 è stato percussionista e coautore del gruppo vocale Faraualla.
Tra le sue collaborazioni figurano Paolo Fresu Sextet, Bobby McFerrin, Gianluigi Trovesi, Bruno Tommaso, Antonello Salis, Maria Pia De Vito, Antonella Ruggiero, Mirko Signorile, Selma Hernandes, Luis "Aspirina" Chacòn, Francisco Ulloa Pachito, Miguel Enriquez, Farafina, Toups Bebey & Le Spirit Pan-African Brass Company, Gabin Dabiré, Mestre King, Pierre Favre, Javier Girotto, Roberto Ottaviano, Nicola Conte, Tony Esposito, Radiodervish, Fabrizio Bosso, Giovanni Imparato, Mario Rosini, con i quali ha partecipato a numerosi festival in Italia e all'estero.
Nell'estate del 2017 partecipa al tour italiano del cantautore e chitarrista brasiliano Toquinho, insieme alla cantante brasiliana Selma Hernandes.
Ha iniziato i suoi studi come batterista con Paolo Lorusso, Maurizio Dei Lazzaretti e Pietro Iodice e dopo una parentesi in conservatorio con il maestro Beniamino Forestiere, ha intrapreso lo studio delle percussioni afro-cubane con Giovanni Imparato, Tony Urdaneta e Michel Aldama del Conjunto Folklorico Nacional de Cuba, Irian Lopez Rodriguez e Manley "Piri" Lopez, José Luis Quintana "Changuito", Amadito Dedeu, Moussa Belkacemi, John Amira e Reynaldo Hernandez Ramirez, studiando a Roma, L'Avana e New York. Ha frequentato stages di canto afro-cubano con Gregorio "El Goyo" Hernandez e di percussioni brasiliane con Gilson Silveira, Kal Dos Santos e Mestre King. In Burkina Faso ha studiato la tradizione mandinga del tamburo tamà con Baba Kouyaté e del balafon con Adama Djabaté.
In campo teatrale collabora con il Teatro Kismet OperA di Bari, per il quale ha sonorizzato dal vivo lo spettacolo Gilgamesh di Teresa Ludovico e ha scritto le musiche per Il viaggio di Arjun e Badù Re, anzi Leone di Lucia Zotti.
Nel 2023 si riunisce con la formazione originaria dei Tavernanova e per festeggiare il trentennale dalla registrazione del loro primo album omonimo, produce il singolo inedito Tredici lune (Angapp Music).
L'attività di produzione continua nel 2024 con la lavorazione di un nuovo singolo dei Tavernanova, La voce dell'acqua, la cui pubblicazione avviene in data 30 dicembre per celebrare i tre decenni dall'uscita del primo Cd Taverna Nova (1994).

## Discografia

### Album da solista
- 2019 - The round trip (AlfaMusic)
- 2021 - Music for Tales vol. 1 (Angapp Music)
- 2022 - Music for Tales vol. 2 (Angapp Music)

### Album come coautore
- 2003 - Faraualla: Sind'  (Amiata Records)
- 2007 - Faraualla: I concerti del Quirinale di Radio3 (Rai Trade)
- 2008 - Faraualla: Sospiro (Felmay)
- 2012 - Tavernanova: Il sorpasso (Digressione Music)
- 2013 - Faraualla: Ogni male fore (Digressione Music)
- 2014 - Cesare Pastanella e Nicola Masciullo: Badù Re, anzi Leone (Le Storie del Griot)
- 2019 - Kaleido Sea: Buena ventura (Angapp Music)
- 2020 - Trio Particular: Just do it (Angapp Music)
- 2024 - Kaleido Sea: The Spice Route (Angapp Music)

### Album come collaboratore
- 1993 - Bruno Tommaso, Vittorino Curci e Orchestra Utopia: Nux Erat (Cmc)
- 1994 - Taverna Nova: Taverna Nova (Cni)
- 1994 - Orchestra e Coro Civico di Corato: Canto di Natale nel mondo (Edizioni Paoline)
- 1995 - Tempo 5: The way I had (Right tempo)
- 1995 - Tavernanova: Canti Sudati (compilation) (il Manifesto)
- 1996 - Orchestra Utopia e Paolo Fresu Sextet: 6x30 (Onyx)
- 1996 - Tavernanova: Matengue (Cni-Bmg Ricordi)
- 1997 - Paolo Achenza Trio: Ombre (Schema Records)
- 1997 - Intensive Jazz Sextet: Today's Sound (Schema Records)
- 1997 - Edmondo: Dominio elementare (Schema Records)
- 1998 - Finisterræ: Finisterræ (Equipe)
- 1998 - Radiodervish: Lingua contro Lingua (Dischi del Mulo-Polygram)
- 1998 - Funambolici Vargas: Festival Nazionale Cant'autori (Arci)
- 2000 - Funambolici Vargas: Canzoniere copernicano (Dfv-Emi)
- 2001 - Nicola Conte: Feeling good-Lounge (Bmg)
- 2002 - Davide Penta (featuring Javier Girotto): Venus Mandala (III Millennio)
- 2005 - Mario Rosini: Cercando te (Caffè Concerto Italia)
- 2005 - Miguel Enriquez: Loco Loco (Orula Records)
- 2005 - Guido Di Leone Quintet - Jazz‘n Mambo: Flamingo (Philology)
- 2006 - Miguel Enriquez: Grandes Exitos (Orula Records)
- 2007 - Berardi Jazz Connection: Do it! (Antibemusic)
- 2007 - Fabularasa (featuring Paul McCandless): En plein air (Radar/Egea)
- 2007 - Leopoldo Sebastiani: Night (Dodicilune)
- 2007 - Michele Giuliani Trio (featuring Gabin Dabiré): Essence (Zeitgeist Records)
- 2009 - Mirko Signorile: Clessidra (Emarcy/Universal)
- 2009 - Louisiana Lorusso: Upwards (Cinik Records)
- 2009 - Giacomo Desiante: Sur le manége (Rai Trade)
- 2010 - Gabin Dabiré: AnniVersery 1955 (FelicitàInAzione)
- 2010 - Michele Giuliani & Reunion Platz (featuring Gabin Dabiré): Roots (Zeitgeist Records)
- 2010 - Cristina Palmiotta: Nubigena (Nubigena)
- 2010 - Berardi Jazz Connection: Anyway (Antibemusic)
- 2010 - TNT Inc. Vs. Alex Dimitri (singolo): Jingo (Salted Music)
- 2012 - Paolo P & Acosutic Group (featuring Marco Tamburini): Due punti nel blu (Dodicilune)
- 2012 - Giuseppe Delre: Gateway to life (Abeat Records)
- 2012 - Mirko Signorile: Magnolia (Auand Records)
- 2014 - Orchestrina Dotti: Ecco a voi l'Orchestrina Dotti! (Villa dei Suoni)
- 2015 - Serena Brancale: Galleggiare (Family-Warner Music)
- 2015 - Michele Perruggini: Attraverso la nebbia (Abeat Records)
- 2015 - Vito Ottolino: Distanze (Digressione Music)
- 2016 - New Cool Collective & Matt Bianco: The things you love (Ear Music)
- 2016 - Gabriella Ghermandi: Ethiopia celebrating Emperor Tewodros II (Arc Music)
- 2016 - Mirko Signorile Quartet: Open your sky (Parco della Musica Records)
- 2017 - Antonio Molinini (featuring Fabrizio Bosso): Di albe e di tramonti (Preludio Music)
- 2019 - Mimmo Campanale: Thoughts in progress (Groove Master)
- 2020 - Antonio Colangelo: Tabaco y Azùcar (Dodicilune)
- 2020 - Tavernanova: Terra di Sud (singolo) (Angapp Music)
- 2020 - Fortressa: Secret change (Jacelyn Parry)
- 2021 - RaestaVinvE: Biancalancia (Vinve Multimedia)
- 2021 - Doussoun' Gouni: Doussoun' Gouni (Nel Gioco del Jazz)
- 2022 - Cooper Music: Oscillazioni (Records DK)
- 2023 - Ettore Carucci Quartet: Playtime (CDM Records)
- 2023 - Tavernanova: Tredici lune (singolo) (Angapp Music)
- 2024 - Tavernanova: La voce dell'acqua (singolo) (Angapp Music)
- 2025 - Olimpia Simone: Ingannevole (Soul Treasure Jazz)